# فين بارتلز
فين بارتلز (بالألمانية: Fin Bartels)‏ (7 فبراير 1987 كيل ألمانيا - ) هو لاعب كرة قدم ألماني، يلعب كلاعب وسط.

## روابط خارجية
- فين بارتلز على موقع قاعدة بيانات كرة القدم.إي يو (الإنجليزية)
- فين بارتلز على موقع بيانات كرة القدم. دي إي (الألمانية)
- فين بارتلز على موقع Soccerway.com (الإنجليزية)
- فين بارتلز على موقع عالم كرة القدم.نت (الإنجليزية)
- فين بارتلز على موقع AS.com (الإسبانية)